# Shaun Donovan
Shaun Lawrence Sarda Donovan (New York, 24 gennaio 1966) è un politico statunitense, segretario della casa e dello sviluppo urbano sotto l'amministrazione Obama dal 2009 al 2014 e Direttore dell'Ufficio per la gestione del Bilancio dal 2014 al 2017. In precedenza è stato Commissario del Dipartimento per le politiche abitative e lo sviluppo urbano di New York dal 2004 al 2009 sotto il sindaco Michael Bloomberg.

## Biografia
Originario di New York, figlio di Michel e Linda, Donovan è cresciuto nell'Upper East Side e ha frequentato la  Dalton School a Manhattan.. Ha quindi studiato ad Harvard: si è diplomato in scienze ingegneristiche all'Harvard College nel  1987, ha preso un master in pubblica amministrazione alla John F. Kennedy School of Government nel 1995 e un master in architettura alla Harvard Graduate School of Design nel  1995. Successivamente ha prestato servizio in politica lavorando nel Dipartimento della Casa e dello Sviluppo Urbano durante l'amministrazione Clinton.
In seguito fu un collaboratore della campagna elettorale di Obama durante le presidenziali del 2008. Quando questi fu eletto alla massima carica degli Stati Uniti d'America, volle nominare Donovan Segretario della Casa e dello Sviluppo Urbano. Il 22 gennaio venne confermato dal Senato con voto unanime e quattro giorni dopo assunse in pieno le sue funzioni.

## Vita privata
Donovan è sposato con Elizabeth "Liza" Eastman Gilbert, una disegnatrice di paesaggi,. La coppia ha due figli. Vive nel quartiere Boerum Hill di Brooklyn, New York City.